# Telefonvorwahl (Tuvalu)
| Vorwahl Codes              |
| -------------------------- |
| Telefonvorwahl: 688        |
| Internationale Vorwahl: 00 |

Die Telefonvorwahlnummern in Tuvalu werden vom Ministry of Communication, Transport and Fisheries vergeben und organisiert. Gesetzliche Grundlage bildet der Telephone Regulations Act aus dem Jahr 1994.
Die staatliche Tuvalu Telecommunications Corporation (TTC) ist der einzige Anbieter von Telefondienstleistungen in dem pazifischen Inselstaat.
Die Anwahl einer tuvaluischen Rufnummer aus dem Ausland geschieht folgendermaßen:
Internationale Vorwahl + 688 (Ländercode) + Vorwahl + Telefonnummer.
Die Anwahl innerhalb des Landes kann stets so erfolgen:
Vorwahl + Telefonnummer. Die Telefonnummer besteht stets aus drei Ziffern.

## Insel- und Atollvorwahlen
Der Vorwahlbereich für Insel- und Atollvorwahlnummern im tuvaluischen Telefonnetz beginnen mit der Ziffer 2: 
- 20 und 21 Funafuti
- 22 Niulakita
- 23 Nui
- 24 Nukufetau
- 25 Nukulaelae
- 26 Nanumea
- 27 Nanumanga
- 28 Niutao
- 29 Vaitupu

## Weblink und Quelle
- Televonverzeichnis von Tuvalu (englisch)